# Borbély Balázs (kuruc ezredes)
Roffi Borbély Balázs (?-1708. augusztus után) lovas ezredes, és a Heves és Külső-Szolnok, majd utóbb Jász-Nagykun-Szolnok megye életében 1945 előtt oly jelentős roffi Borbély család megalapítója.

## Élete
Borbély György fia, Balázs végvári vitéz, majd Thököly katonája volt. 1687-ben részt vett Eger visszavételében, és ekkor nemességet kapott. 1694 őszén a Semsey ezred főhadnagya, majd 1703. június 30-án Zavadkánál csatlakozott Rákóczihoz. Ezt követően lovas ezredessé nevezte ki a fejedelem. 
1703. szeptember közepén a Szolnokot ostrom alá fogó kurucok egyik parancsnoka, és mint ilyen, 21-én a vár és a város elfoglalója. 
Később váltakozó sikerű ezredes, akinek magatartásán utóbb már az öregkor jegyei is mutatkoztak. 1708 augusztusában még élt. Neje, Kóris Borbála 1737 után halt el. 
A fejedelemtől érdemeiért Tiszaroffot nyerte el, amely aztán századokon át a családjáé maradt. Utódai innen vették a nemesi előnevüket is.